# Nobunari Oda
Nobunari Oda (織田 信成 Oda Nobunari?,  nacido el 25 de marzo de 1987 en Takatsuki, Osaka, Japón) es un patinador artístico sobre hielo japonés. Es el campeón del Campeonato de los Cuatro Continentes de 2006, del Campeonato Mundial Júnior de 2005 y del campeonato nacional de Japón de 2008, además del subcampeón de la final del Grand Prix de las temporadas 2009/10 y 2010/11. 

## Biografía
Oda es un descendiente de Oda Nobunaga, un daimyo en el período Sengoku japonés, la persona que más territorio conquistó de Japón. 
En abril de 2010, Oda se casó con su novia, Mayu, y su hijo, Shintaro, nació el 1 de octubre de 2010. Organizada en un principio para el 23 de abril de 2011, la boda fue pospuesta por la reprogramación del campeonato del mundo.
Se licenció en literatura  en 2008 por la Universidad de Kansai (Osaka).

## Carrera
Oda se entrena en Osaka con Nariko Oda y en Barrie con Lee Barkell. Se entrena en Canadá tres o cuatro veces al año, medio mes cada vez, en la Escuela Mariposa de Patinaje. También entrenó en Hackensack, Nueva Jersey con Nikolai Morozov. Oda es conocido por sus saltos y su forma de agacharse.

### Carrera júnior

#### Temporada 2001/02
En esa temporada, Oda acabó 4º en el Campeonato Júnior de Japón. Fue invitado a competir en el Campeonato Sénior de Japón, donde terminó 16º.

#### Temporada 2002/03
Oda hizo su debut en el Grand Prix en esta temporada. Ganó la medalla de plata en Eslovaquia detrás del ruso Alexander Shubin, quién iría la final del Grand Prix Júnior esa temporada. Oda acabó 7º en el evento de Italia. Ganó la medalla de bronce en el Campeonato Júnior de Japón y fue invitado al campeonato sénior, dondo finalizó 4º.

#### Temporada 2003/04
En la temporada 2003/04, Oda ganó dos medallas en el Grand Prix Júnior y se calasificó por primera vez para la final del Grand Prix, donde obtuvo la octava plaza. Acabó 2º en el Campeonato Mundial Júnior y se clasificó para el equipo para el Campeonato Mundial Júnior de 2004, donde finalizó 11º. Además, obtuvo el 5º puesto en el Campeonato de Japón.

#### Temporada 2004/05
En la temporada 2004/05, Oda volvió a competir en el Grand Prix Júnior, y ganó la medalla de bronce en Ucrania detrás de su compatriota Yasuharu Nanri y el americano Dennis Phan, que consiguieron medallas en la final del Grand Prix Júnior. Oda ganó el campeonato júnior japonés y consiguió la medalla de bronce en el sénior. Más tarde ganó el Campeonato Mundial Júnior de 2005.

### Carrera sénior

#### Temporada 2005/06
Se convirtió en un patinador sénior en la temporada olímpica 2005/06, cuando se garantizó la plaza en el Grand Prix al ganar el Campeonato Mundial Júnior. Oda causó una gran impresión como sénior, ganando la medalla de bronce en su primer evento y la de oro en el Trofeo NHK por delante de los favoritos Daisuke Takahashi y al entonces medallista bronce mundial Evan Lysacek. Oda se clasificó para la final del Grand Prix de la temporada 2005/06, donde finalizó cuarto.
Oda se proclamó ganador del Campeonato de Japón por delante de Takahashi, hasta que fue descubierto un error informático y cayó a la segunda plaza; había hecho demasiadas combinaciones. La Federación Japonesa decidió dividir las asignaciines entre Oda y el declarado ganador Daisuke Takahashi, enviando a Oda a los Campeonatos Mundiales de 2006 y a Takahashi a los Juegos Olímpicos, para que Japón solo tuviera un reperesentante en cada competición después de la retirara de Takeshi Honda en los Campeonatos Mundiales de 2005 y la 15ª posición de Takashi en esa competición. Oda obtuvo el 4º puesto en los Campeonatos Mundiales, ganando para Japón dos representantes para el Mundial de 2007.

#### Temporada 2006/07
La siguiente temporada, Oda acabó 1º en el Skate America de 2006, por delante del americano Evan Lysacek, y 2º en el Trofeo NHK de 2006 por detrás de su compatriota Daisuke Talahashi. Se clasificó para la final del Grand Prix, donde ganó la medalla de bronce. En los Campeonatos de Japón, Oda ganó la medalla de plata por segundo año consecutivo. Compitió en las Universidadas de Turín de 2007, donde finalizó 2º. En los Campeonatos Mundiales de 2007, celebrados en Tokio, Oda realizó de nuevo demasiadas combinaciones y finalizó 7º.

##### Arresto
El 26 de julio de 2007, Oda fue arrestado por la jefatura de policía por conducir su ciclomotor bajo la influencia del alcohol. Ninguna vida estuvo en peligro, y Oda se disculpó por su infracción. Debido a este incidente, Oda fue retirado rápidamente del elenco de un programa de patinaje en Japón que se celebraría en fechas cercanas.
El 2 de agosto de 2007, la Federación de Patinaje Sobre Hielo de Japón, sacudida por el escándalo, anunció que había suspendido a Oda de la competición nacional hasta finales de octubre y de la competición internacional y las exhibiciones hasta finales de diciembre, retirándole las dos plazas de Grand Prix que tenía aseguradas (del Skate Canada y el Trofeo Eric Bompard), mientras le permitían competir en los nacionales e intentar ganar un puesto en los Juegos Olímpicos de 2008. La federación también condenó a Oda a realizar servicios a la comunidad. Oda aceptó el castigo asignado por la federación, y pagó una multa de 100 000 yenes.

#### Temporada 2008/09
Después de no participar en el Grand Prix de la temporada 2007/08, Oda anunció su retirada del Campeonato de Japón el 24 de diciembre de 2007, alegando estrés mental.
Oda cambió de entrenador y trabajó con Nikolai Morozov la primavera de 2008. Comenzó la temporada 2008/09 en el Trofeo Nebelhorn, el cual ganó. Continuó en el Karl Schäfer Memorial del 2008, que también conquistó. Obtuvo una asignación para el Trofeo NHK de 2008, en el que igualmente se proclamó ganador. Oda no cumplió los requisitos para la segunda asignación del Grand Prix y por eso no pudo clasificarse para la final del Grand Prix.
Oda ganó el Campeonato de Japón en diciembre del 2008. Por lo tanto, se clasificó para el Campeonato de los Cuatro Continentes de 2009 y el Campeonato Mundial de 2009, donde finalizó 4º y 7º respectivamente. Logró realizar su primer quad toe de la temporada en el Mundial.

#### Temporada 2009/10
Oda obtuvo una asignación para el Trofeo Eric Bompard de 2009 y para la Copa de China de 2009 del Grand Prix de la temporada 2009, ganando ambos. Fue el mejor cualficado en la Final del Grand Prix, donde consiguió la medalla de plata, por detrás de Evan Lysacek. En el Campeonato Nacional de Japón de 2010 ganó la medalla de plata, solo superado por Daisuke Takahashi. Gracias a ese resultado consiguió una plaza para competir en los Juegos Olímpicos de Invierno de 2010 y en el Mundial de 2010.
En los Juegos Olímpicos de Invierno de 2010, Oda obtuvo 84,85 puntos en el programa corto. En el programa libre, tuvo una caída por no tener atados los cordones, y le permitieron arreglar su bota en tres minutos, con dos puntos de penalización. Una vez reanudado, obtuvo 153,69 puntos en este segmento, finalizando 7º en la clasificación global masculina individual. Oda continuó en el Mundial del 2010, donde fue uno de los favoritos a conseguir una medalla. Sin embargo, efectuó un terrible programa corto en el que solo hizo saltos simples por lo que no se clasificó para el programa libre del evento.
Oda dejó a su entrenador, Nikolai Morozov, al final de la temporada 2009/10, volviendo con su antiguo entrenador Lee Barkell.

#### Temporada 2010/11
En el Grand Pix de la temporada 2010/11, fue asignado al Skate Canada International de 2010 y al Skate America de 2010. Ganó la medalla de plata en ambos eventos, finalizando por detrás de Patrick Chan en el Skate Canada y superado por Daisuke Takahashi en el Skate America. Se clasificó para la Final del Grand Prix de la temporada, donde ganó la medalla de plata. En el Mundial de 2011, terminó segundo en el programa corto pero cayó hasta la sexta plaza global después del programa largo en el que hizo un triple toe de más, perdiendo 13 puntos. 
En mayo del 2011, a Oda se le fue diagnosticado un desgarro parcial en la rótula derecha de la rodilla derecha, necesitando seis semanas para su recuperación.

#### Temporada 2011/12
Oda comenzó esta temporada en la Copa de China de 2011, ganando la medalla de plata. Consiguió la séptima plaza en el Trofeo Eric Bompard. Se retiró del Campeonato Nacional de Japón por su lesión de la rodilla derecha y por consiguiente no fue llamado al equipo para el Campeonato Mundial de 2012

#### Temporada 2012/13
Su primera competición en la serie del Grand Prix fue Skate Canada, donde acabó en tercer lugar. En la Copa Rostelecom obtuvo el segundo lugar en el programa libre, con 81,76 puntos por los elementos técnicos, pero solo obtuvo la quinta plaza debido a la baja puntuación en el programa corto. Acabó cuarto en el Campeonato Nacional de Japón, por lo que no se clasificó para el resto de las competiciones internacionales de la temporada.

#### Temporada 2013/14
Se clasificó para la Final del Grand Prix de esta temporada al obtener el tercer y segundo puestos en Skate Canada y el Trofeo NHK respectivamente. En la Final obtuvo la medalla de bronce, tras quedar tercero en el programa corto y en el programa libre. En el Campeonato Nacional de Japón obtuvo la cuarta plaza, sin opción a participar en los Juegos Olímpicos de Sochi. Tras esta competición, anunció su retiro del patinaje deportivo.

## Programas

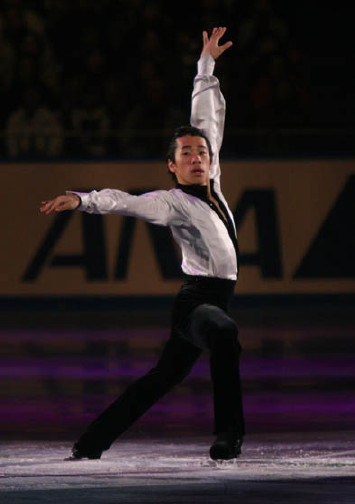
Oda haciendo un Ina bauer en su exhibición en el Trofeo NHK de 2008.

| Temporada | Programa corto                                                                           | Programa libre                                                                          | Exhibición                                                                                     |
| --------- | ---------------------------------------------------------------------------------------- | --------------------------------------------------------------------------------------- | ---------------------------------------------------------------------------------------------- |
| 2013/14   | Cotton Club de John Barry                                                                | Overtura de Guillermo Tell de Giacochino Rossini                                        |                                                                                                |
| 2012/13   | The new moon in the old arm's moon                                                       | El aprendiz de brujo de Paul Dukas                                                      |                                                                                                |
| 2011/12   | Memphis Soul Stew de King Curtis Coreografía de Sébastien Britten                        | Los paraguas de Cherburgo de Michel Legrand Coreografía de Sébastien Britten            | I Can See Clearly Now                                                                          |
| 2010/11   | Storm de Yoshida Brothers                                                                | Concierto Piano 1 & 2 by Edvard Grieg                                                   | I Could Have Danced All Night                                                                  |
| 2009/10   | Totentanz, Dance of Death de Franz Liszt adaptada por Maksim Mrvica                      | Charlie Chaplin Popurrí de la Banda sonora de Charlie Chaplin                           | Austin Powers Medley Banda Sonora de George S. Clinton                                         |
| 2008/09   | Masquerade de Aram Jachaturián                                                           | Concierto de Varsovia de Richard Addinsell                                              | Tosca de Giacomo Puccini                                                                       |
| 2007/08   | Masquerade de Aram Jachaturián                                                           | Misión: Imposible Banda Sonora de Danny Elfman                                          | Around The World de Red Hot Chili Peppers                                                      |
| 2006/07   | Fly Me to the Moon by Bart Howard                                                        | Symphony No.4 by Piotr Ilich Chaikovski Mission Impossible Banda Sonora de Danny Elfman | Fly Me to the Moon Versión Vocal de Bart Howard                                                |
| 2005–2006 | La bodas de Fígaro de Wolfgang Amadeus Mozart El barbero de Sevilla de Gioachino Rossini | Zatoichi Banda Sonora de Keiichi Suzuki                                                 | Rooster de Alice in Chains                                                                     |
| 2004/05   | Super Mario Brothers Koji Kondo                                                          | Zatoichi Banda Sonora de Keiichi Suzuki                                                 | Rooster de Alice in Chains                                                                     |
| 2003/04   | Cinema Paradiso Banda Sonora de Ennio Morricone                                          | La Roca Banda Sonora de Nick Glennie-Smith, Hans Zimmer y Harry Gregson-Williams        | Toast of the Town de Mötley Crüe Rhythm Delivery de Joe Jackson Cinema Paradiso de Josh Groban |
| 2002/03   | El Cunbanchero de Felix Guerrero                                                         | La máscara del Zorro de James Horner                                                    | Toast of the Town de Mötley Crüe Rhythm Delivery de Joe Jackson                                |
| 2001/02   | El Cunbanchero de Felix Guerrero                                                         | La máscara del Zorro de James Horner                                                    |                                                                                                |

## Resultados
| Evento                               | 2001/02      | 2002/03                                       | 2003/04                                       | 2004/05                                       | 2005/06                                       | 2006/07                                       | 2008/09                                       | 2009/10                                       | 2010/11 | 2011/12 | 2012/13 | 2013/14 |
| ------------------------------------ | ------------ | --------------------------------------------- | --------------------------------------------- | --------------------------------------------- | --------------------------------------------- | --------------------------------------------- | --------------------------------------------- | --------------------------------------------- | ------- | ------- | ------- | ------- |
| Juegos Olímpicos de Invierno         |              |                                               |                                               |                                               |                                               |                                               |                                               | 7.º                                           |         |         |         |         |
| Campeonato del Mundo                 |              |                                               |                                               |                                               | 4.º                                           | 7.º                                           | 7.º                                           | 28.º                                          | 6.º     |         |         |         |
| Campeonato de los Cuatro Continentes |              |                                               |                                               |                                               | 1.º                                           |                                               | 4.º                                           |                                               |         |         |         |         |
| Campeonato del Mundo Júnior          |              |                                               | 11.º                                          | 1.º                                           |                                               |                                               |                                               |                                               |         |         |         |         |
| Campeonato de Japón                  | 16.º         | 6.º                                           | 5.º                                           | 3.º                                           | 2.º                                           | 2.º                                           | 1.º                                           | 2.º                                           | 2.º     | R       | 4.º     | 4.º     |
| Campeonato Júnior de Japón           | 4.º          | 3.º                                           | 2.º                                           | 1.º                                           |                                               |                                               |                                               |                                               |         |         |         |         |
| Grand Prix Final                     |              |                                               |                                               |                                               | 4.º                                           | 3.º                                           |                                               | 2º                                            | 2.º     |         |         | 3.º     |
| Copa de China                        |              |                                               |                                               |                                               |                                               |                                               |                                               | 1.º                                           |         | 2.º     |         |         |
| Trofeo Eric Bompard                  |              |                                               |                                               |                                               |                                               |                                               |                                               | 1.º                                           |         | 7.º     |         |         |
| Trofeo NHK                           |              |                                               |                                               |                                               | 1.º                                           | 2.º                                           | 1.º                                           |                                               |         |         |         | 2.º     |
| Skate America                        |              |                                               |                                               |                                               |                                               | 1.º                                           |                                               |                                               | 2.º     |         |         |         |
| Skate Canada                         |              |                                               |                                               |                                               | 3.º                                           |                                               |                                               |                                               | 2.º     |         | 3.º     | 3.º     |
| Copa Rostelecom                      |              |                                               |                                               |                                               |                                               |                                               |                                               |                                               |         |         | 5.º     |         |
| Karl Schäfer Memorial                |              |                                               |                                               |                                               |                                               |                                               | 1.º                                           |                                               |         |         |         |         |
| Nebelhorn Trophy                     |              |                                               |                                               |                                               |                                               |                                               | 1.º                                           |                                               |         |         | 1.º     | 1.º     |
| Winter Universiade                   |              |                                               |                                               |                                               |                                               | 2.º                                           |                                               |                                               | 1.º     |         |         |         |
| Junior Grand Prix Final              |              |                                               | 8.º                                           |                                               |                                               |                                               |                                               |                                               |         |         |         |         |
| Junior Grand Prix, USA               |              |                                               |                                               | 4.º                                           |                                               |                                               |                                               |                                               |         |         |         |         |
| Junior Grand Prix, Ukraine           |              |                                               |                                               | 3.º                                           |                                               |                                               |                                               |                                               |         |         |         |         |
| Junior Grand Prix, Japan             |              |                                               | 3.º                                           |                                               |                                               |                                               |                                               |                                               |         |         |         |         |
| Junior Grand Prix, Slovakia          |              | 2.º                                           | 2.º                                           |                                               |                                               |                                               |                                               |                                               |         |         |         |         |
| Junior Grand Prix, Italy             |              | 7.º                                           |                                               |                                               |                                               |                                               |                                               |                                               |         |         |         |         |
| Mladost Trophy                       |              |                                               | 1.º                                           |                                               |                                               |                                               |                                               |                                               |         |         |         |         |
| R = Retirada                         | R = Retirada | nota:Oda no compitió en la temporada 2007/08. | nota:Oda no compitió en la temporada 2007/08. | nota:Oda no compitió en la temporada 2007/08. | nota:Oda no compitió en la temporada 2007/08. | nota:Oda no compitió en la temporada 2007/08. | nota:Oda no compitió en la temporada 2007/08. | nota:Oda no compitió en la temporada 2007/08. | Fuente  | Fuente  | Fuente  | Fuente  |